# Dzielnica
No sistema de administração local polonês, uma dzielnica é uma subdivisão administrativa de uma cidade ou município, que em alguns casos, pode ter seu próprio conselho e (em Varsóvia) seu próprio prefeito (burmistrz). Compare com osiedle. 
A palavra dzielnica é também utilizada informalmente em polonês para referir-se a qualquer parte distinta de um município ou cidade. Historicamente ela também pode referir-se a uma região do país, em particular qualquer um dos cinco principados em que foi dividida a Polônia após a morte de Bolesław III Wrymouth, em 1138.